# インナ (小惑星)
インナ (848 Inna) は、小惑星帯に位置する小惑星である。グリゴリー・ネウイミンがシメイズ天文台で発見した。
ロシアの天文学者インナ・ニコラエヴナ・レマン＝バラノフスカヤ (Inna Nikolaevna Leman-Balanovskaya) にちなんで命名された。